# Gira – Bicicletas de Lisboa
Gira – Bicicletas de Lisboa é o serviço público de partilha de bicicletas na cidade de Lisboa. O sistema é operado pela Empresa Municipal de Mobilidade e Estacionamento de Lisboa, tendo sido lançado oficialmente em setembro de 2017, após uma fase piloto na freguesia do Parque das Nações sob o nome Lisboa Bike Sharing. A utilização das bicicletas é feita através de uma aplicação, onde os utilizadores devem escolher subscrever um dos passes disponíveis (diário, mensal e anual). Após este passo, devem dirigir-se a uma doca de modo a desbloquear e utilizar uma das bicicletas aí disponíveis. Possui um horário de funcionamento de vinte horas diárias, estando disponíveis para utilização das 06:00 às 02:00.